# Mengusovce
Mengusovce (1927 bis 1948 slowakisch „Mengušovce“; deutsch Mengsdorf, ungarisch Menguszfalva – bis 1902 Menguszfalu) ist eine Gemeinde in der Nordslowakei mit 682 Einwohnern (Stand 31. Dezember 2024).

## Geographie

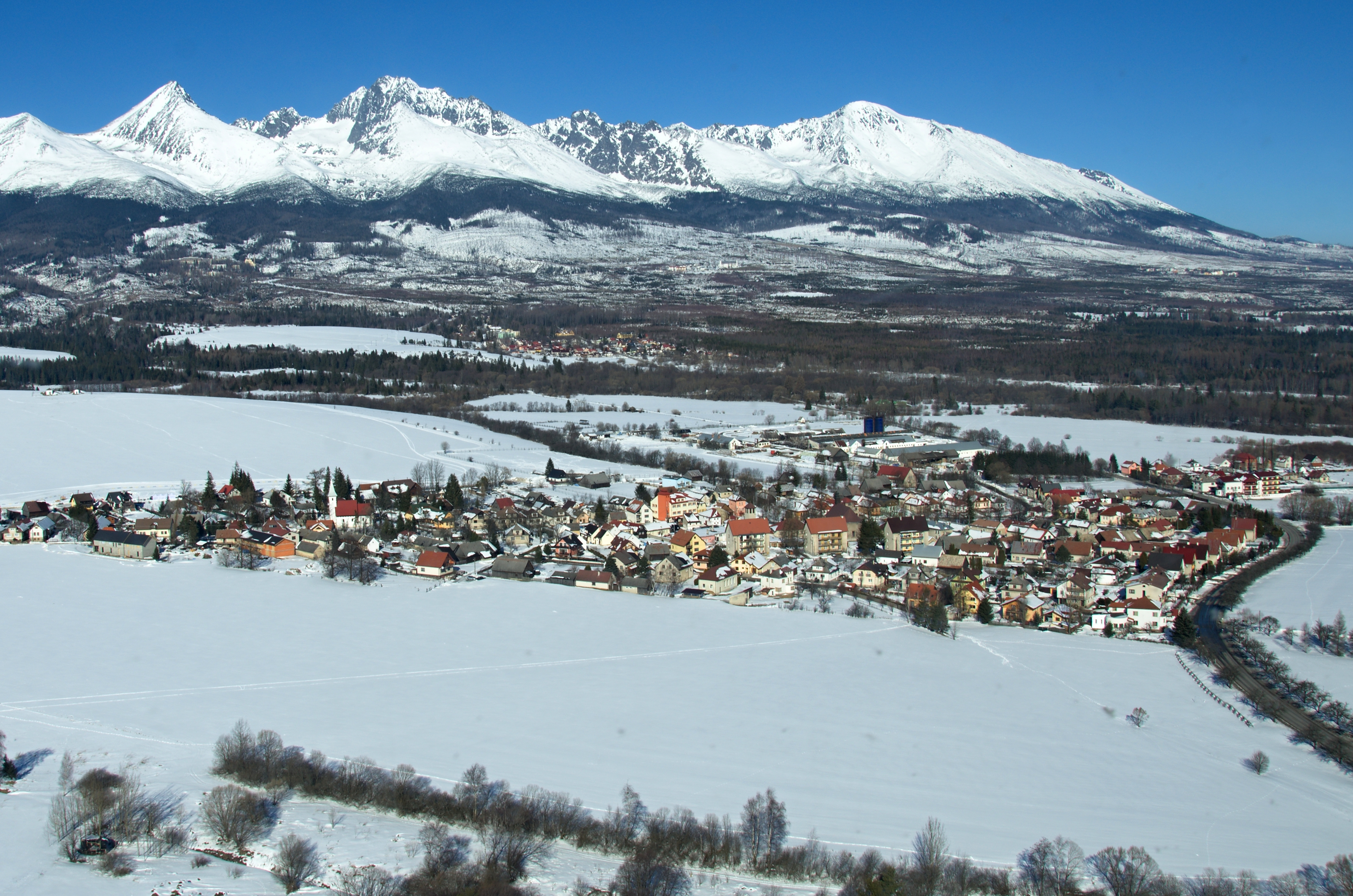
Luftansicht von Mengusovce im Winter

Die Gemeinde befindet sich im Talkessel Podtatranská kotlina am Fuße der Hohen Tatra. Vom Südosten ragen noch Ausläufer des Gebirgsstocks Kozie chrbty in das Gemeindegebiet. Durch das Dorf fließt der Bach Kysnica, der östlich des Ortes in den Poprad mündet. Das Ortszentrum liegt auf einer Höhe von 825 m n.m. und ist etwa 12 km von Starý Smokovec (Ortsteil von Vysoké Tatry) und 14 km von Poprad entfernt.
Nachbargemeinden sind Vysoké Tatry und Štôla im Norden, Batizovce im Osten, Lučivná im Süden und Štrba im Westen.

## Geschichte

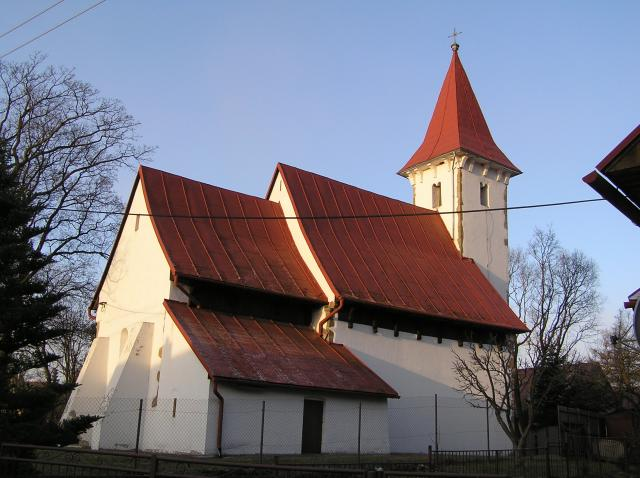
Römisch-katholische Kirche

Die Gegend nahe der Grenze der alten Gespanschaften Zips und Liptau kam kurz nach dem Mongolensturm im Jahr 1421 zum Gut der Abtei von Spišský Štiavnik. Mengusovce wurde 1398 zum ersten Mal als Mengus schriftlich erwähnt. 1598 wurde Mengusovce zum Besitz des Geschlechts Mariássy, der bis zum Anfang des 20. Jahrhunderts dauerte. 1828 zählte man 60 Häuser und 425 Einwohner.
Bis 1918 gehörte der im Komitat Zips liegende Ort zum Königreich Ungarn und kam danach zur Tschechoslowakei beziehungsweise heute Slowakei.
1947 wurden weite Teile des Gemeindegebiets in der Hohen Tatra an die heutige Stadt Vysoké Tatry abgetreten. An die ehemalige Zugehörigkeit erinnern geographische Namen wie Mengusovská dolina (Tal), Veľký Mengusovský štít (2438 m n.m. hoher Gipfel am Hauptkamm) und Prostredný Mengusovský štít (2393 m n.m. hoher Gipfel am Hauptkamm).
Von 1960 bis 1990 war der Nachbarort Štôla Teil von Mengusovce.

## Bevölkerung
| Jahr                | 1994 | 2004    | 2014    | 2024    |
| ------------------- | ---- | ------- | ------- | ------- |
| Anzahl der Personen | 566  | 607     | 665     | 682     |
| Unterschied         |      | +7,24 % | +9,55 % | +2,55 % |

| Jahr                | 2023 | 2024    |
| ------------------- | ---- | ------- |
| Anzahl der Personen | 669  | 682     |
| Unterschied         |      | +1,94 % |

Gemäß der Volkszählung 2011 wohnten in Mengusovce 641 Einwohner, davon 580 Slowaken, 5 Tschechen, 4 Roma, 1 Pole sowie 3 Einwohner anderer Ethnie. Bei 48 Einwohnern liegt keine Angabe zur Ethnie vor. 303 Einwohner bekannten sich zur römisch-katholischen Kirche, 221 Einwohner zur evangelischen Kirche A. B., 14 Einwohner zu den Baptisten, 3 Einwohner zur orthodoxen Kirche und jeweils 1 Einwohner zur Brüderkirche sowie zur griechisch-katholischen Kirche; 2 Einwohner bekannten sich zu einer anderen Konfession. 52 Einwohner waren konfessionslos und bei 44 Einwohnern wurde die Konfession nicht ermittelt.

## Bauwerke

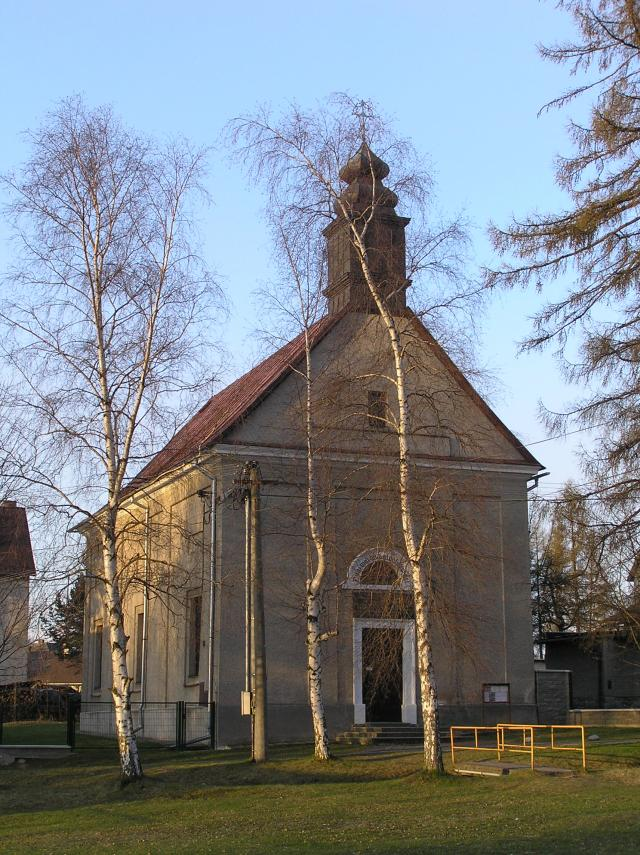
Evangelische Kirche

- römisch-katholische Thomaskirche im romanisch-gotischen Stil aus dem 13. Jahrhundert, im 18. Jahrhundert teilweise barock gestaltet
- evangelische Kirche im klassizistischen Stil aus dem Jahr 1840

## Verkehr
Durch Mengusovce verläuft die Straße 2. Ordnung 539 (Mengusovce–Štôla–Vyšné Hágy), mit Anschluss an die Straße 1. Ordnung 18 südlich des Ortes. Nach dem Ort tragen die Anschlussstelle Mengusovce der Autobahn D1 (E 50) sowie die Autobahnmeisterei Mengusovce ihren Namen, ein Großteil des Autobahntunnels Bôrik liegt auf dem Gemeindegebiet.
Der nächste Bahnanschluss ist an der zweieinhalb Kilometer entfernten Haltestelle Lučivná an der Bahnstrecke Košice–Žilina. Größere Bahnhöfe liegen in Tatranská Štrba (7 km) oder Poprad (14 km).